# Saint-Germain-lès-Arpajon
Saint-Germain-lès-Arpajon és un municipi francès, situat al departament de l'Essonne i a la regió de Illa de França. L'any 2007 tenia 9.146 habitants.
Forma part del cantó d'Arpajon i del districte de Palaiseau. I des del 2016 de la Comunitat d'aglomeració Cœur d'Essonne.

## Demografia

### Població
El 2007 la població de fet de Saint-Germain-lès-Arpajon era de 9.146 persones. Hi havia 3.183 famílies, de les quals 671 eren unipersonals (315 homes vivint sols i 356 dones vivint soles), 787 parelles sense fills, 1.321 parelles amb fills i 404 famílies monoparentals amb fills.
La població ha evolucionat segons el següent gràfic:
Habitants censats

### Habitatges
El 2007 hi havia 3.399 habitatges, 3.254 eren l'habitatge principal de la família, 26 eren segones residències i 119 estaven desocupats. 1.962 eren cases i 1.368 eren apartaments. Dels 3.254 habitatges principals, 1.998 estaven ocupats pels seus propietaris, 1.182 estaven llogats i ocupats pels llogaters i 74 estaven cedits a títol gratuït; 97 tenien una cambra, 309 en tenien dues, 776 en tenien tres, 959 en tenien quatre i 1.113 en tenien cinc o més. 2.534 habitatges disposaven pel capbaix d'una plaça de pàrquing. A 1.525 habitatges hi havia un automòbil i a 1.370 n'hi havia dos o més.

### Piràmide de població
La piràmide de població per edats i sexe el 2009 era:
| Homes | Edats   | Dones |
| ----- | ------- | ----- |
| 0     | 95 o +  | 0     |
| 12    | 90 a 94 | 4     |
| 12    | 85 a 89 | 40    |
| 8     | 80 a 84 | 36    |
| 60    | 75 a 79 | 84    |
| 84    | 70 a 74 | 60    |
| 92    | 65 a 69 | 148   |
| 164   | 60 a 64 | 148   |
| 184   | 55 a 59 | 224   |
| 248   | 50 a 54 | 272   |
| 316   | 45 a 49 | 292   |
| 284   | 40 a 44 | 276   |
| 420   | 35 a 39 | 396   |
| 312   | 30 a 34 | 404   |
| 324   | 25 a 29 | 320   |
| 316   | 20 a 24 | 228   |
| 332   | 15 a 19 | 240   |
| 301   | 10 a 14 | 372   |
| 396   | 5 a 9   | 324   |
| 292   | 0 a 4   | 268   |

## Economia
El 2007 la població en edat de treballar era de 6.148 persones, 4.626 eren actives i 1.522 eren inactives. De les 4.626 persones actives 4.218 estaven ocupades (2.236 homes i 1.982 dones) i 408 estaven aturades (195 homes i 213 dones). De les 1.522 persones inactives 379 estaven jubilades, 612 estaven estudiant i 531 estaven classificades com a «altres inactius».

### Ingressos
El 2009 a Saint-Germain-lès-Arpajon hi havia 3.206 unitats fiscals que integraven 9.078 persones, la mediana anual d'ingressos fiscals per persona era de 20.263 €.

### Activitats econòmiques
Dels 324 establiments que hi havia el 2007, 2 eren d'empreses extractives, 4 d'empreses alimentàries, 13 d'empreses de fabricació d'altres productes industrials, 79 d'empreses de construcció, 85 d'empreses de comerç i reparació d'automòbils, 20 d'empreses de transport, 9 d'empreses d'hostatgeria i restauració, 12 d'empreses d'informació i comunicació, 4 d'empreses financeres, 17 d'empreses immobiliàries, 43 d'empreses de serveis, 16 d'entitats de l'administració pública i 20 d'empreses classificades com a «altres activitats de serveis».
Dels 84 establiments de servei als particulars que hi havia el 2009, 1 era una oficina de correu, 10 tallers de reparació d'automòbils i de material agrícola, 13 paletes, 9 guixaires pintors, 8 fusteries, 16 lampisteries, 5 electricistes, 6 empreses de construcció, 6 perruqueries, 4 restaurants, 2 agències immobiliàries, 3 tintoreries i 1 saló de bellesa.
Dels 9 establiments comercials que hi havia el 2009, 3 eren supermercats, 2 grans superfícies de material de bricolatge, 1 una botiga de roba, 1 una botiga de mobles i 2 drogueries.

## Equipaments sanitaris i escolars
Els 3 equipaments sanitaris que hi havia el 2009 eren farmàcies.
El 2009 hi havia 3 escoles maternals i 4 escoles elementals. Saint-Germain-lès-Arpajon disposava d'un col·legi d'educació secundària amb 523 alumnes.

## Poblacions més properes
El següent diagrama mostra les poblacions més properes.